# Diócesis de Karagandá
La diócesis de Karagandá (en latín: Dioecesis Karagandensis y en ruso: Карагандинская епархия) es una circunscripción eclesiástica de la Iglesia católica en Kazajistán. Se trata de una diócesis latina, sufragánea de la arquidiócesis de María Santísima en Astaná. Desde el 31 de enero de 2015 su obispo es Adelio Dell'Oro.

## Territorio y organización

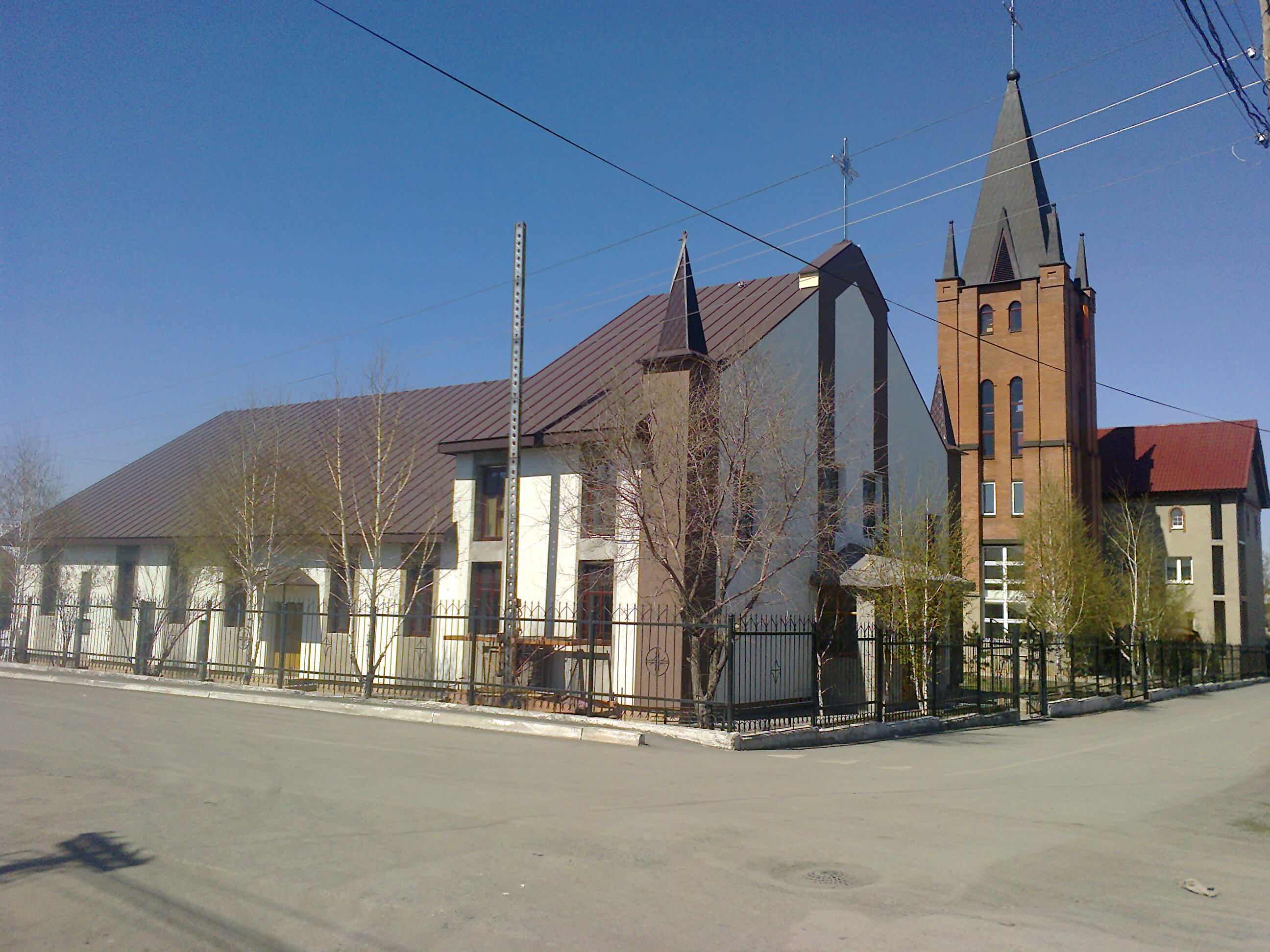
Antigua Catedral basílica de San José, en Karagandá, 2013

La diócesis tiene 711 208 km² y extiende su jurisdicción sobre los fieles católicos de rito latino residentes en las provincias de Karagandá, Kazajistán Oriental, Ulytau (creada en 2022 con parte de Karagandá) y Abai (creada en 2022 con parte de Kazajistán Oriental).

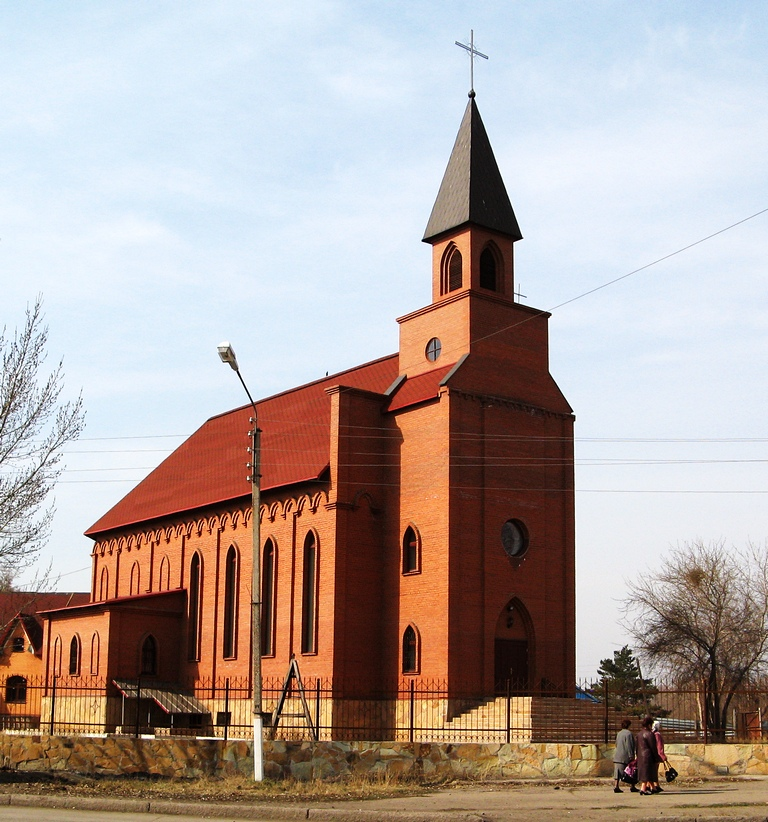
Iglesia de la Exaltación de la Cruz, en Karagandá

La sede de la diócesis se encuentra en la ciudad de Karagandá, en donde se halla la Catedral de Nuestra Señora de Fátima, consagrada el 9 de septiembre de 2012, y la excatedral basílica de San José. En Karagandá funciona el único seminario católico de Kazajistán, María, Madre de la Iglesia.
En 2023 en la diócesis existían 23 parroquias agrupadas en 2 decanatos:
Decanato de Karagandá
- Catedral de Nuestra Señora de Fátima, en Karagandá
- Antigua Catedral de San José, en Karagandá;
- Nuestra Señora Madre de la Iglesia, en Karagandá;
- Exaltación de la Cruz, en Karagandá;
- San Andrés, en Temirtau;
- San Nicolás, en Saran;
- San Francisco de Asís, en Baljash;
- Santos Ángeles Guardianes, en Molodezhny;
- Natividad de la Virgen, en Shakhtinsk;
- Anunciación, en Abay;
- Transfiguración del Señor, en Zhezkazgan;
- Sagrado Corazón, en Kouchoky.

Decanato de Oriente
- Nuestra Señora del Rosario, en Öskemen;
- Nuestra Señora de Rosario, en Semey;
- Santísimo Sacramento, en Semey;
- San Miguel Arcángel, Charsk;
- Ascensión del Señor, en Kalbatau;
- Santa Ana, en Peremenovka.

## Historia
La primera parroquia católica registrada oficialmente en Karagandá (ciudad fundada en 1934, pero que se ha desarrollado especialmente a partir de 1960) data de la era soviética, de 1977. Anteriormente, las ceremonias se realizaban de forma secreta. Uno de los primeros líderes de la parroquia católica de Karagandá fue el obispo Alexander Chira y el sacerdote Albinas Dumblyauskas.
La administración apostólica de Karagandá de los latinos fue establecida el 13 de abril de 1991 mediante la bula Cum propter populorum del papa Juan Pablo II. Hasta entonces, toda Asia Central formaba parte de la arquidiócesis de Mogilev. Con la misma bula, a los administradores apostólicos también se les confió la cura pastoral de los fieles católicos presentes en Kirguistán, Tayikistán, Turkmenistán y Uzbekistán.
El 29 de septiembre de 1997 cedió partes de su territorio para la erección de las misiones sui iuris de Tayikistán, Turkmenistán y Uzbekistán (hoy administración apostólica de Uzbekistán).
El 22 de diciembre de 1997 cedió otra porción de su territorio para la erección de la misión sui iuris de Kirguistán (hoy administración apostólica de Kirguistán).
El 7 de julio de 1999 cedió más porciones de su territorio para de la erección de las administraciones apostólicas de Atirau, Astaná (hoy arquidiócesis de María Santísima en Astaná) y Almaty (hoy diócesis de la Santísima Trinidad en Almaty). En la misma fecha fue elevada a diócesis mediante la bula Ad aptius consulendum del papa Juan Pablo II. Originalmente, estaba inmediatamente sujeta a la Santa Sede.
Originalmente estaba inmediatamente sujeta a la Santa Sede y el 17 de mayo de 2003 pasó a formar parte de la provincia eclesiástica de la arquidiócesis de María Santísima en Astaná.
El 9 de septiembre de 2012 el cardenal Angelo Sodano, decano del Colegio Cardenalicio, consagró la iglesia catedral.

## Estadísticas
Según el Anuario Pontificio 2024 la diócesis tenía a fines de 2023 un total de 12 389 fieles bautizados.
| Año                                                                             | Población            | Población | Población      | Sacerdotes | Sacerdotes    | Sacerdotes    | Bautizados por sacerdote | Diáconos permanentes | Religiosos | Religiosos | Parroquias |
| Año                                                                             | Bautizados católicos | Total     | % de católicos | Total      | Clero secular | Clero regular | Bautizados por sacerdote | Diáconos permanentes | Varones    | Mujeres    | Parroquias |
| ------------------------------------------------------------------------------- | -------------------- | --------- | -------------- | ---------- | ------------- | ------------- | ------------------------ | -------------------- | ---------- | ---------- | ---------- |
| 1999                                                                            | 64 374               | 3 433 300 | 1.9            | 45         | 27            | 18            | 1430                     |                      | 19         | 52         | 64         |
| 2000                                                                            | 40 000               | 3 433 300 | 1.2            | 12         | 9             | 3             | 3333                     |                      | 3          | 23         | 10         |
| 2001                                                                            | 40 000               | 3 433 300 | 1.2            | 14         | 11            | 3             | 2857                     |                      | 3          | 22         | 11         |
| 2002                                                                            | 35 000               | 3 430 000 | 1.0            | 14         | 8             | 6             | 2500                     |                      | 6          | 25         | 13         |
| 2003                                                                            | 40 000               | 3 433 300 | 1.2            | 19         | 15            | 4             | 2105                     |                      | 4          | 25         | 13         |
| 2004                                                                            | 40 000               | 3 433 300 | 1.2            | 16         | 12            | 4             | 2500                     |                      | 4          | 30         | 13         |
| 2005                                                                            | 40 000               | 3 433 300 | 1.2            | 17         | 13            | 4             | 2352                     |                      | 5          | 29         | 17         |
| 2006                                                                            | 40 000               | 3 456 000 | 1.2            | 14         | 8             | 6             | 2857                     |                      | 12         | 32         | 17         |
| 2013                                                                            | 31 300               | 3 590 000 | 0.9            | 18         | 13            | 5             | 1738                     |                      | 6          | 35         | 19         |
| 2016                                                                            | 8500                 | 3 743 000 | 0.2            | 23         | 19            | 4             | 369                      |                      | 4          | 34         | 20         |
| 2019                                                                            | 14 800               | 3 850 660 | 0.4            | 20         | 15            | 5             | 740                      |                      | 5          | 30         | 18         |
| 2021                                                                            | 16 163               | 3 900 700 | 0.4            | 24         | 21            | 3             | 673                      |                      | 5          | 30         | 20         |
| 2023                                                                            | 12 389               | 2 726 173 | 0.5            | 21         | 15            | 6             | 589                      |                      | 8          | 32         | 23         |
| Fuente: Catholic-Hierarchy, que a su vez toma los datos del Anuario Pontificio. |                      |           |                |            |               |               |                          |                      |            |            |            |

## Episcopologio

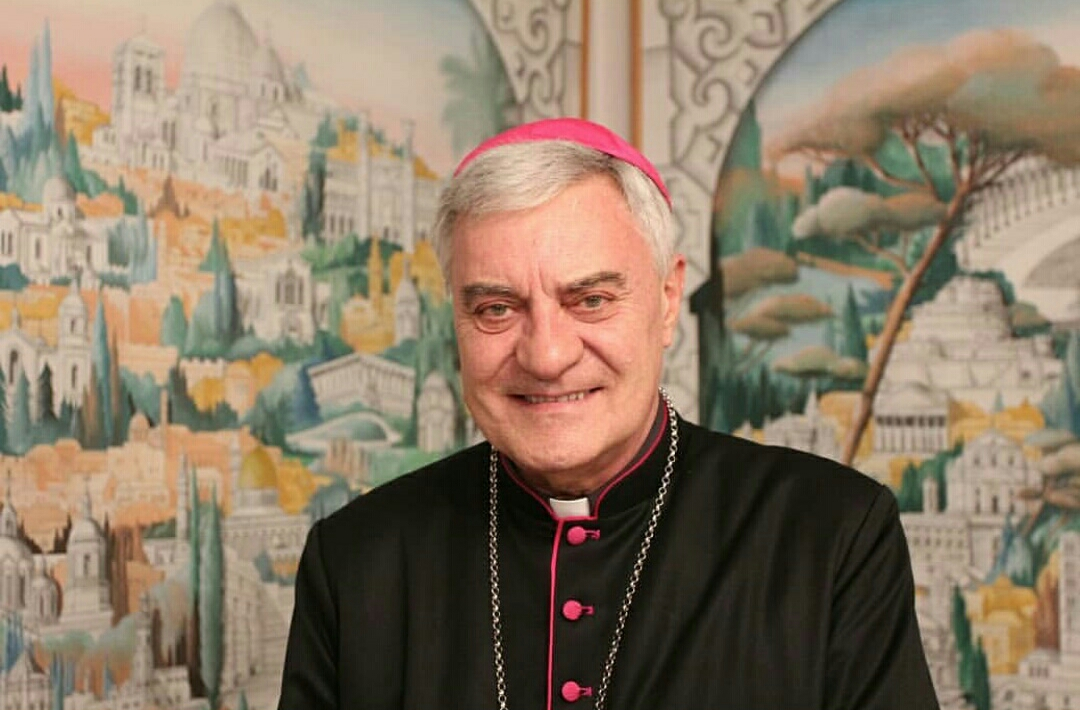
Adelio Dell'Oro, obispo de Karagandá desde 2015

- Jan Paweł Lenga, M.I.C. (13 de abril de 1991-5 de febrero de 2011 renunció)
- Janusz Wiesław Kaleta (5 de febrero de 2011-15 de julio de 2014 renunció)
- Adelio Dell'Oro, desde el 31 de enero de 2015